# Dance With Me (canción de Drew Seeley)
«Dance With Me» (en español: «Baila conmigo»), es una canción del cantante y actor canadiense Drew Seeley, y de la también cantante y actriz mexicana Belinda.

## Información
Fue escrita por Ray Cham y Charlene Licera, y producida por el primero, para la banda sonora de la película The Cheetah Girls 2, que lleva el mismo título. La canción también aparece en el álbum homónimo en línea del cantante Drew Seeley.

## Video musical

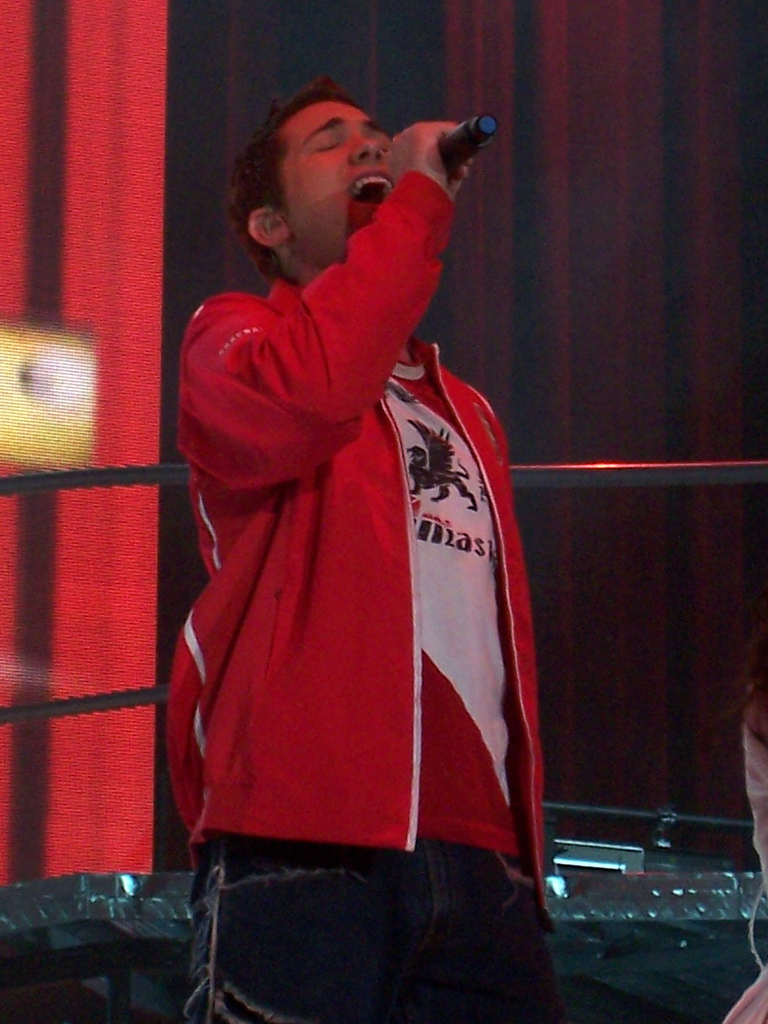
Drew Seeley

Se filmó un video para la canción, en el que aparecen bailando ambos cantantes, y cuya premerie se llevó a cabo el jueves 9 de noviembre del 2006 a través de Disney Channel en Estados Unidos.
El video musical fue incluido en el DVD de la película.

## Información extra
Drew Seeley cantó la canción en la gira de conciertos de High School Musical que ofreció en 2006, con los coros de fondo de Belinda, y en la que atrás en la pantalla trasera se podía apreciar el video.

## Posicionamiento
| Año  | Listas                                        | Posición |
| ---- | --------------------------------------------- | -------- |
| 2006 | U.S. Billboard Bubbling Under Hot 100 Singles | 20       |
| 2007 | Radio Disney                                  | 30       |